# アブドゥカディリ・ジャラリディン
アブドゥカディリ・ジャラリディン（ウイグル語: ئابدۇقادىر جالالىدىن、中国語: 阿不都卡德尔·加拉里丁、英語: Abduqadir Jalalidin、1964年3月11日 - ）は、中華人民共和国の詩人、文芸評論家である。
2002年、石川県内の大学に留学。帰国後、新疆師範大学教授に就任。2018年、自宅から公安当局に連行され、連絡が取れなくなっている。